# Uniwersytet w Aveiro
Uniwersytet w Aveiro (port. Universidade de Aveiro) – portugalska uczelnia publiczna z siedzibą w mieście Aveiro. Została założona w 1973 roku.